# Рикко-дель-Гольфо-ді-Спеція
Рикко-дель-Гольфо-ді-Спеція, Рикко-дель-Ґольфо-ді-Спеція (італ. Riccò del Golfo di Spezia, ліг. Ricò) — муніципалітет в Італії, у регіоні Лігурія,  провінція Спеція.
Рикко-дель-Гольфо-ді-Спеція розташоване на відстані близько 340 км на північний захід від Рима, 75 км на південний схід від Генуї, 8 км на північний захід від Спеції.
Населення — 3648 осіб (2014).

## Демографія
Населення за роками:

Станом на 1 січня 2023 року в муніципалітеті офіційно проживало 150 іноземців з 35 країн, серед них 64 громадяни країн Євросоюзу та 5 громадян України.

## Сусідні муніципалітети
- Беверино
- Фолло
- Ла-Спеція
- Ріомаджоре
- Вернацца